# Кавказский пленник (балет Кавоса)
«Кавка́зский пле́нник, или Те́нь неве́сты» — большой пантомимный балет Катерино Кавоса в четырёх актах. Либретто Шарля Дидло по мотивам одноимённой поэмы Александра Пушкина.

## История создания
Поэма Александра Пушкина «Кавказский пленник» увидела свет в августе 1822 года, а уже осенью балетмейстер Шарль Дидло приступил к постановке балета «по мотивам» этого произведения. Как писал Дидло в предисловии к либретто: «Все литераторы хвалят сие отличное произведение русской поэзии. Я просил перевести для себя краткое извлечение оного, — и нашёл содержание весьма интересным».
Впрочем, «интересное содержание» претерпело в трактовке Дидло весьма существенные изменения. Действие «Кавказского пленника» было перенесено в IX век. По мнению историка театра Абрама Гозенпуда: «Изображать на сцене современность, к тому же насыщенную взрывчатым материалом (борьба горцев с русскими), было невозможно в балетном театре». Кроме того, в балете появилась вторая героиня — невеста пленника. Как объяснял сам Дидло: «иначе я не мог бы ясно и скоро выразить пантомимой причины, почему Ростислав отказывается от любви черкешенки». (Эта идея пригодилась и следующим балетным интерпретаторам поэмы — создавая в 1938 году свой балет «Кавказский пленник», Борис Асафьев и Николай Волков также вывели на сцену возлюбленную героя).
Но более всего поражал современников финал балета — невеста погибала, благословляя пленника на брак с черкешенкой, которые отправлялись на «празднество по поводу победы над черкесами и принятие ханом русского подданства». Но, несмотря на столь явные противоречия с литературным источником, балет имел грандиозный успех, неоднократно возобновлялся и через четыре года после премьеры был перенесён Адамом Глушковским в Москву.

## Действующие лица
- Ростислав, пленник
- Хан
- Кзелкайя, черкешенка
- Горислава, невеста Ростислава
- Отец Ростислава
- Черкесы

## Сценическая жизнь

### Большой театр(Санкт-Петербург)
Премьера прошла 15 января 1823 года в бенефис Огюста Пуаро
Балетмейстер-постановщик Шарль Дидло, финальный дивертисмент в постановке Огюста Пуаро, художник-постановщик Кондратьев, художник по костюмам Бабини, дирижёр-постановщик Катерино Кавос
Действующие лица
- Ростислав — Николай Гольц
- Кзелкайя — Авдотья Истомина
- Горислава — В. М. Величкина

27 августа 1834 год — возобновление
Действующие лица
- Кзелкайя — Мария Новицкая

6 июля 1838 год — возобновление
Действующие лица
- Кзелкайя — Мария Новицкая

### Большой театр(Москва)
Премьера прошла 4 октября 1827 года в бенефис Татьяны Глушковской
Дополнительные номера на музыку Николая Кубишты, хореография Шарля Дидло, балетмейстер-постановщик Адам Глушковский, художник-постановщик Павел Баранов
Действующие лица
- Ростислав — Адам Глушковский (затем Жозеф Ришар)
- Кзелкайя — Татьяна Глушковская (Иванова) (затем Александра Воронина-Иванова)
- Горислава — Екатерина Лобанова